# Písečná (Litvínov)
Písečná (německy Sandl) je osada, která je součástí města Litvínov v okrese Most v Ústeckém kraji. Nachází se na úpatí Krušných hor v nadmořské výšce 375 metrů nad místní částí Chudeřín, necelé 2,5 km vzdušnou čarou severozápadně od centra Litvínova.

## Název
Původní název osady Sandel byl odvozen jako zdrobnělina obecného jména Sand (tj. písek). V historických pramenech se jméno vsi objevuje ve tvarech: Sandl (1787) a Sandel (1833).

## Historie
Nejstarší písemná zpráva o Písečné se nachází až v berní rule z roku 1654. Do roku 1848 byla majetkem rodu Valdštejnů v rámci jejich panství Horní Litvínov-Duchcov. Po roce 1848 se stala osadou města Horní Litvínov. V roce 1916 se Písečná spolu s Horní Vsí staly osadami nově osamostatněné obce Šumná. Po druhé světové válce (1947) se všechny tři vsi staly opět součástí města Litvínova. V té době také osada získala svůj současný úřední název. Do té doby se pouze Sandl.
V horní části osady jsou i dnes domy volně roztroušené, část je trvale obydlena, část slouží k rekreačním účelům. Níže položená část je od devadesátých let 20. století postupně zaplňována novou zástavbou rodinných domů a dochází tak ke srůstání s níže položeným Chudeřínem.
Přes Písečnou vede z nádraží v Litvínově červeně značená turistické stezka, která odtud pokračuje na Lounice, kolem Vodní nádrže Janov k rozhledně Jeřabina.

## Obyvatelstvo
Při sčítání lidu v roce 1921 ve vsi žilo 63 obyvatel (z toho třicet mužů), z nichž byl jeden Čechoslovák, 61 Němců a jeden příslušník jiné národnosti. Všichni se hlásili k římskokatolické církvi. Podle sčítání lidu z roku 1930 měla vesnice 54 obyvatel: čtyři Čechoslováky a padesát Němců. I tenkrát všichni byli římskými katolíky.
|                                                                         | 1869 | 1880 | 1890 | 1900 | 1910 | 1921 | 1930 | 1950 | 1961 | 1970 | 1980 | 1991 | 2001 | 2011 |
| ----------------------------------------------------------------------- | ---- | ---- | ---- | ---- | ---- | ---- | ---- | ---- | ---- | ---- | ---- | ---- | ---- | ---- |
| Obyvatelé                                                               | 75   | 84   | 74   | 80   | 66   | 63   | 54   | 48   | 45   | 34   | 15   | 8    | 20   | 16   |
| Domy                                                                    | 13   | 13   | 13   | 13   | 13   | 13   | 13   | 12   | .    | 11   | 7    | 6    | 8    | 9    |
| Počet domů z roku 1961 je zahrnut v domech místní části Horní Litvínov. |      |      |      |      |      |      |      |      |      |      |      |      |      |      |